# Gola Dzierżoniowska (zámek)
Gola Dzierżoniowska (polsky Zamek w Goli Dzierżoniowskiej) je zámek ležící asi 45 km jižně od města Vratislavi v obci Gola Dzierżoniowska (německy: Guhlau), gmině Niemcza, okrese Dzierżoniów v polském Dolnoslezském vojvodství.

## Historie
Původní zámek nechal na žulové skále postavit Leonard z Rohnau v roce 1580. Původní renesanční vzhled z počátku 17. století byl postupně upravován až do počátku osmnáctého století. Na přelomu 19. a 20. století byl zámek už zanedbaný a opuštěný. Během druhé světové války byl z velké části zničen. Jeho poslední šlechtičtí majitelé byli nuceni po válce majetek opustit. Zámek spravoval stát, což vedlo k dalšímu postupnému chátrání zámku i zámeckého parku. Nyní jsou zámek i park chráněnou památkou a od roku 2008 procházejí postupnou rekonstrukcí.

## Galerie

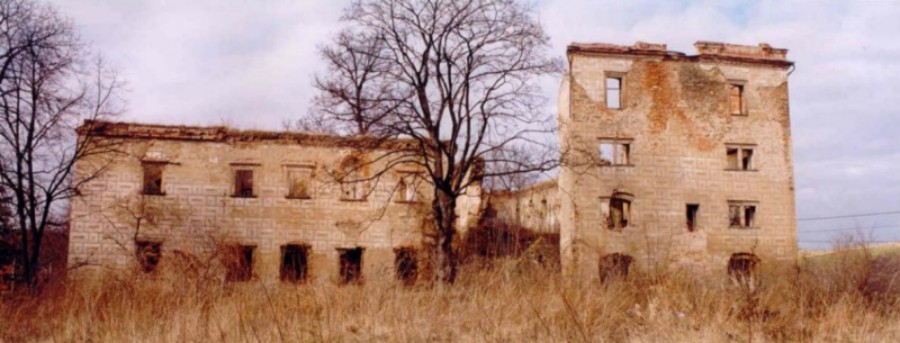
Ruina zámku před rekonstrukcí (okolo roku 2000)
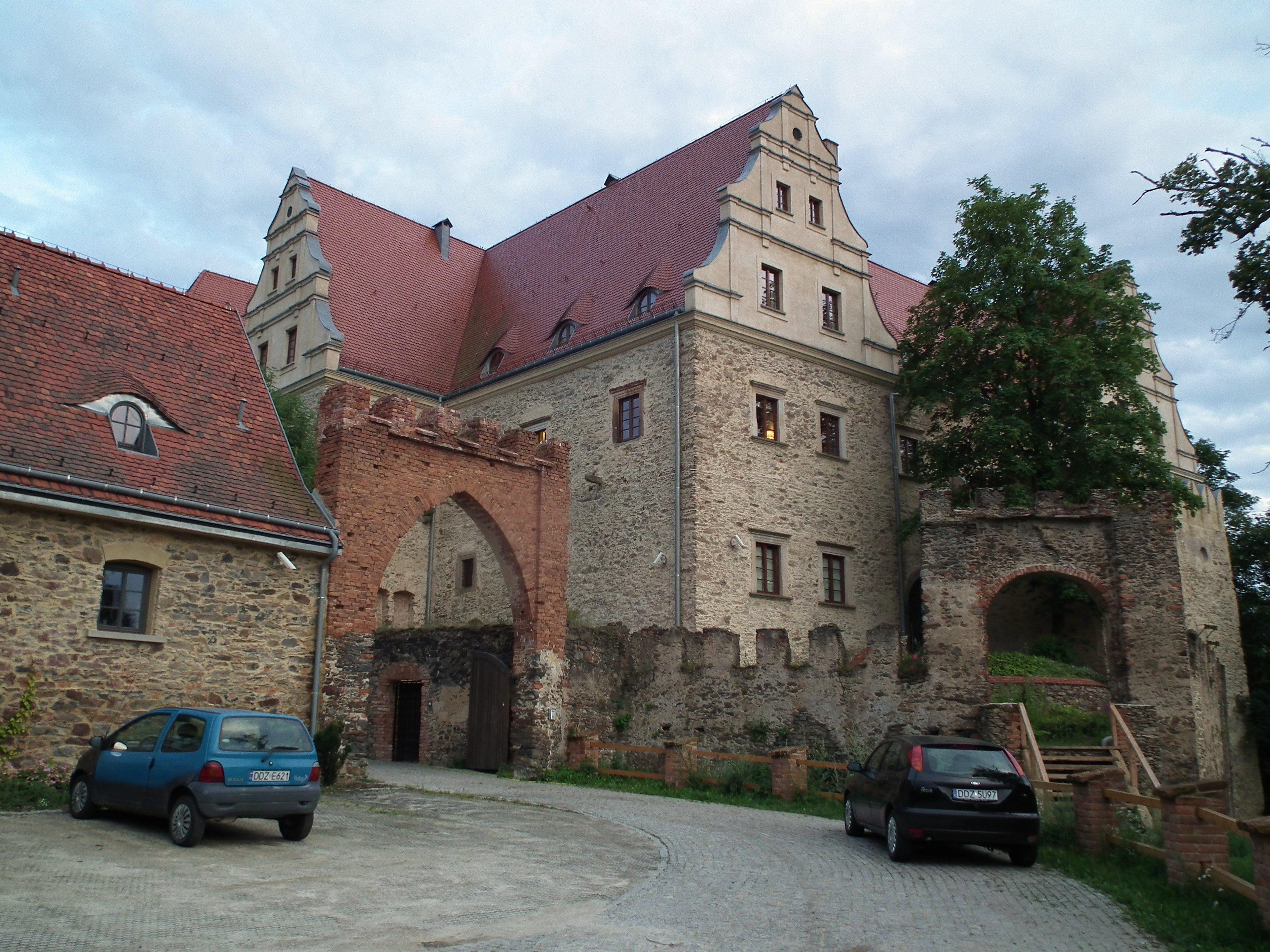
Po rekonstrukci (2017)